# 弗氏泳海鯰
弗氏泳海鯰為輻鰭魚綱鯰形目海鯰科的其中一種，分布於亞洲新幾內亞中南部及澳洲北領地淡水、半鹹水水域，體長可達48公分，棲息在流動緩慢、水質混濁的溪流、沿海，以腹足類、貝類等為食。